# Denis Bolić

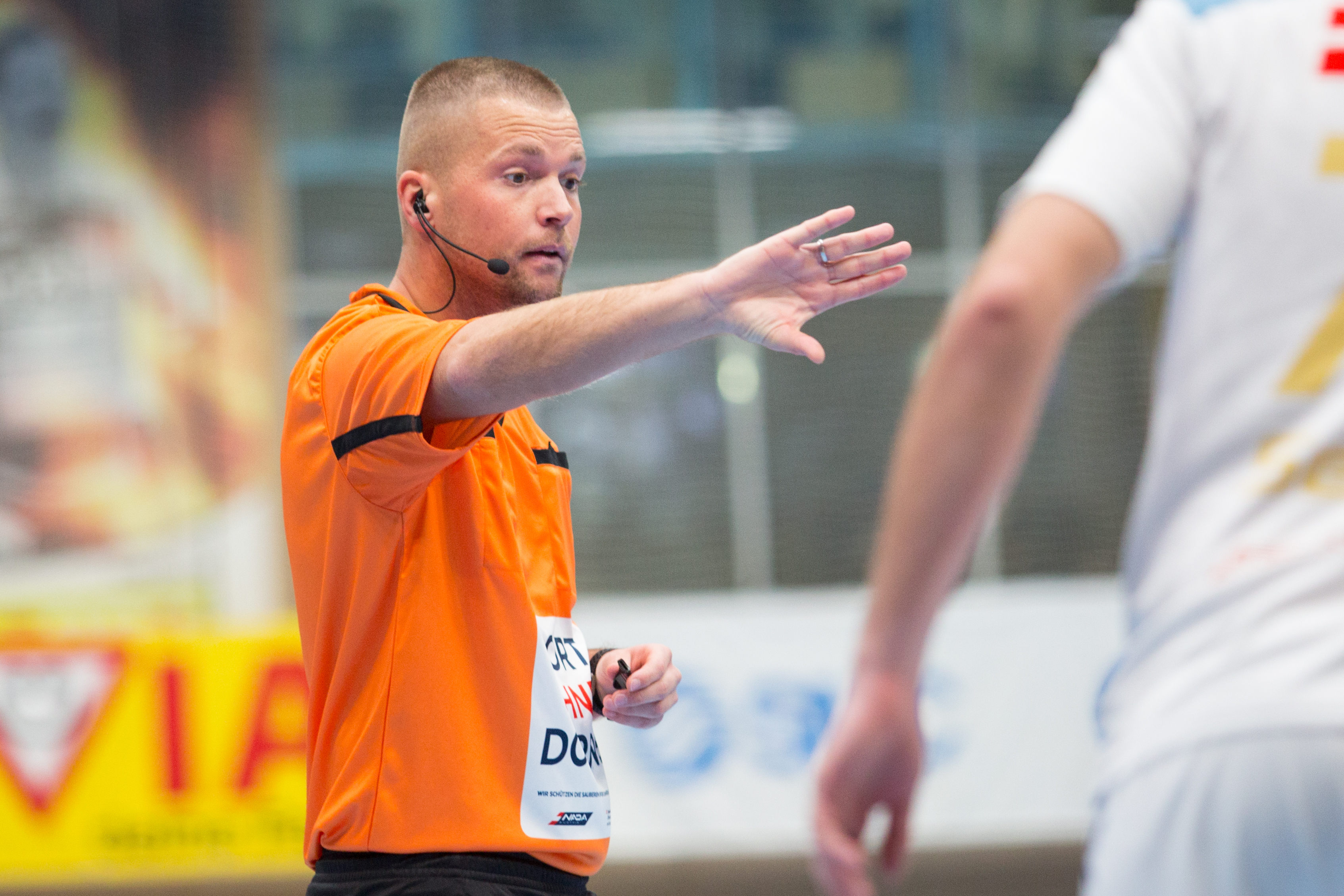
Denis Bolić, 2019

Denis Bolić (* 20. September 1988) ist ein österreichischer Handballschiedsrichter.
Bolić spielte in seiner Jugend als Außenspieler beim Handballclub Fivers Margareten.
Bolić ist mit seinem Partner Christoph Hurich im Kader der internationalen Schiedsrichter des ÖHB. Seit 2014 befindet sich das Paar im Kader der EHF. 2018/19 leiteten sie das Finalspiel im EHF Cup.

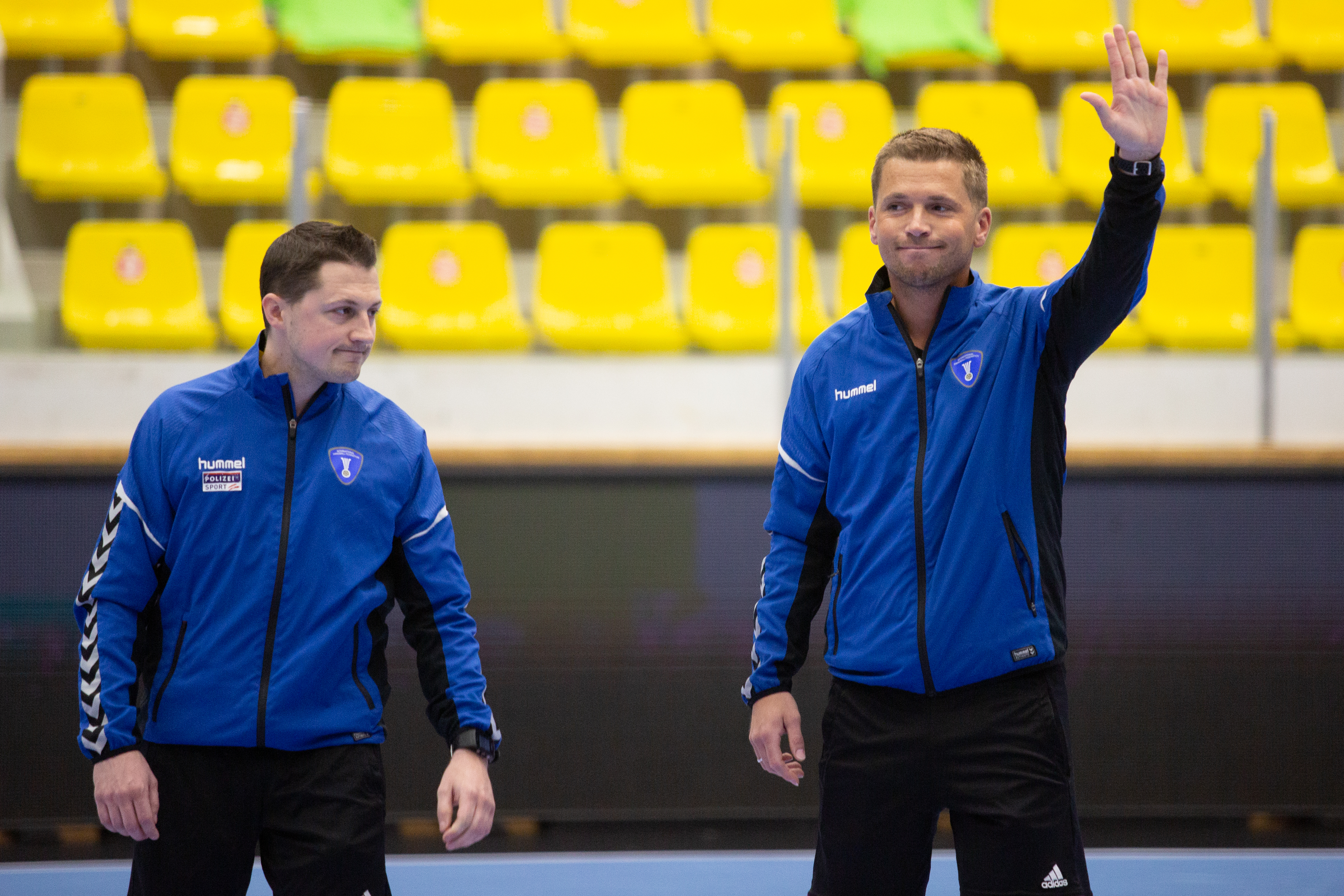
Denis Bolić (rechts) mit seinem Partner Christoph Hurich, 2021